# 松屋 (百貨店)
株式会社松屋（まつや、英: MATSUYA CO.,LTD.）は、東京都中央区銀座三丁目に本店、台東区花川戸一丁目に浅草店を置く百貨店。
横浜の呉服店を起源とする老舗百貨店。銀座の本店は通称「松屋銀座」と呼ばれ、銀座エリアの百貨店において人気・売上ともに銀座三越と首位の座を争う間柄である。浅草店は「松屋浅草」と呼ばれ、1931年に東武鉄道伊勢崎線（東武スカイツリーライン）浅草駅（当時の浅草雷門駅）の駅ビルとして開業し、これは関東地方初の駅直結の百貨店（いわゆるターミナルデパート）として知られる。

## 概要
1869年に横浜で創業した呉服店「鶴屋」の流れを汲む百貨店。1908年（明治41年）、呉服以外に雑貨、洋品の販売を始め、化粧品、帽子の一部を海外より直接輸入して販売するようになり発展した。その後、銀座、浅草、横浜関内の吉田橋際や伊勢佐木町に店舗を構えるなど、事業を拡張。1970年代のオイルショックを境に経営難に陥り、銀座店と浅草店の2店舗体制になる。経営再建には東武百貨店と伊勢丹が関わった。仕入れ関係は、伊勢丹と松屋主導で結成した全日本デパートメントストアーズ開発機構（ADO）に加盟していた（2020年に解散）。
高級ブランド、ラグジュアリーファッションやアクセサリー、豪華な内・外装で女性からの支持率が高く、銀座を代表する百貨店である。
なお、飲食チェーン店を展開する松屋フーズとは無関係である。
創業家関係者は2023年現在、初代徳兵衛から6代目の古屋毅彦が第9代社長。秋田正紀（第8代社長）は古屋勝彦（名誉会長）の義弟にあたる。

## 伊勢丹との提携
伊勢丹（現:三越伊勢丹）とは1971年の「業務提携に関する覚書」、「商品券の相互利用に関する契約書」の締結や、1973年のADOの設立などで幅広い提携強化を図ってきた。2002年11月にはさらなる提携強化を目指して伊勢丹の株式を買い増し、副社長も同社から迎えた。しかし、2007年に三越と伊勢丹の経営統合が発表されると、両社間にすきま風が吹き始める。伊勢丹が統合する三越の銀座店は、松屋の競合相手であるのがその理由である。2007年秋のADO会議において、ADOの総合幹事店である松屋は欠席した（後にADOは解散）。

## 沿革
- 1869年12月5日（明治2年11月3日）- 初代古屋徳兵衛、妻の満寿の小売業をもとに、横浜石川町にて「鶴屋呉服店」を創業[8]。
- 1889年（明治22年） - 東京神田今川橋の松屋呉服店（1776年（安永5年）創業）を買収[2] し、東京へ進出。当時は「松屋呉服店」「鶴屋呉服店」の屋号を並行して使用していた。1978年（昭和53年）まで使用されていた紋章は「松」と「鶴」を形取っていた。
- 1903年（明治36年） - 合名会社松屋呉服店となる。
- 1908年（明治41年） - 3月に3日間の安売りデーを開催。日本におけるバーゲンセールのはしり[9]。
- 1919年3月 - 東京市神田鍛冶町において株式会社松屋鶴屋呉服店の商号により資本金100万円をもって設立。
- 1948年4月 - 株式会社松屋に商号変更。
- 1961年10月 - 東京証券取引所市場第二部に株式上場。
- 1970年6月10日 - 船橋松屋開店（千葉県船橋市）
- 1971年7月 - 東京証券取引所市場第一部に指定替え。
- 1974年12月31日 - 船橋松屋閉店。
- 1976年11月 - 横浜松屋閉店。建物は隣接する横浜松坂屋に買収され、同店の西館となる。
- 1978年9月 - PAOS（中西元男事務所）により松屋文字のロゴにCI化。現在はそれを基本に原研哉が監修している。
- 2006年4月 - 株式会社アターブル松屋を会社分割し、株式会社アターブル松屋ホールディングス及び6つの事業会社からなる持株会社体制に移行。
- 2021年4月 - 株式会社アターブル松屋ホールディングスが同社の子会社3社を吸収合併し、株式会社アターブル松屋に商号変更。
- 2022年4月 - 東京証券取引所の市場区分の見直しにより、東京証券取引所市場第一部からプライム市場に移行。

## 歴代社長
松屋鶴屋呉服店社長
- 2代 古屋徳兵衛：1919年 - 1924年

松屋呉服店社長
- 2代 古屋徳兵衛：1924年 - 1936年
- 古屋惣八：1936年 - 1938年
- 3代 古屋徳兵衛（古屋祐次郎）：1938年 - 1948年

松屋社長
- 3代 古屋徳兵衛（古屋祐次郎）：1948年 - 1974年
- 古屋龍太郎：1974年 - 1979年
- 山中鏆：1979年 - 1989年
- 古屋勝彦：1989年 - 2003年
- 古屋浩吉：2003年 - 2007年
- 秋田正紀：2007年 - 2023年
- 古屋毅彦：2023年 - 現職

## 店舗

### 銀座本店
- 1925年（大正14年）5月1日に開店。翌年に本店となり、今に続く。地下1階、地上8階の豪華な建造物であったが、太平洋戦争終結後は、連合軍のPXとして接収されていた。昭和20年代後半に接収が解除された後は、改装により豪華絢爛であった内外装は廃された。
- 開店当初は贅を尽くした内装で耳目を集め、圧巻は正面玄関入ってすぐの中央ホールであった。天井のステンドグラスはローザリーの華やかなもので、ホールの内側の柱はモザイク模様を取り付け、1階のホールの四方はサラセン風の漆喰模様で飾られていた。7階のホール周りはサラセン風の柱廊となっていた。現在エスカレータ脇の鉄板が張られている吹き抜けは、当時、地上7階まで吹き抜けであった中央ホールの名残でありファッションショーも開催されていた。1964年（昭和39年）、東京オリンピックの開催に合わせて大改装を行い、現在の形となる。2006年（平成18年）には更なる改装を加え、LED照明を使用した現在の外装は4代目となる。度重なる改装により、建築当時の面影は皆無に等しいがビルの裏手へ回ると幾つかの窓が見受けられる。竣工当時のエレベーターはオーチス製。当初は客用正面に6台、ホール周りに2台、他に社員用、荷物用、料理用などがあったが、客用は後の店舗改装時に撤去され、三菱製に変更された。さらに1987年に現在の形に更新され、2015年7月現在、1987年更新のエレベーターを再更新している。2015年時点でも業務用の一部はオーチス製が現存しており裏の通用口からは自動化改造されながらも木扉のオーチス製のエレベーターが確認できたが、2014年にこちらもオーチスによって更新され、かつての跡はほとんど残っていない。
- 店舗面積32,182m2

| 階  | 松屋銀座 フロアガイド                              |
| --- | -------------------------------------------------- |
| RF  | ゴルフテラス・ソラトニワGINZA                      |
| 8F  | 大催場、レストラン                                 |
| 7F  | リビング、美術、呉服                               |
| 6F  | 婦人服、子供、スポーツ、メガネサロン               |
| 5F  | 紳士服                                             |
| 4F  | 婦人服、宝飾・時計                                 |
| 3F  | 婦人服、婦人用品、婦人靴                           |
| 2F  | 婦人服、インターナショナルブティック、ハンドバッグ |
| 1F  | 婦人服飾雑貨、化粧品                               |
| B1F | 食品、GINZAフードステージ                          |
| B2F | 生鮮食品、GINZAフードステージ                      |

- チャイムは松屋独自のものを使用している。

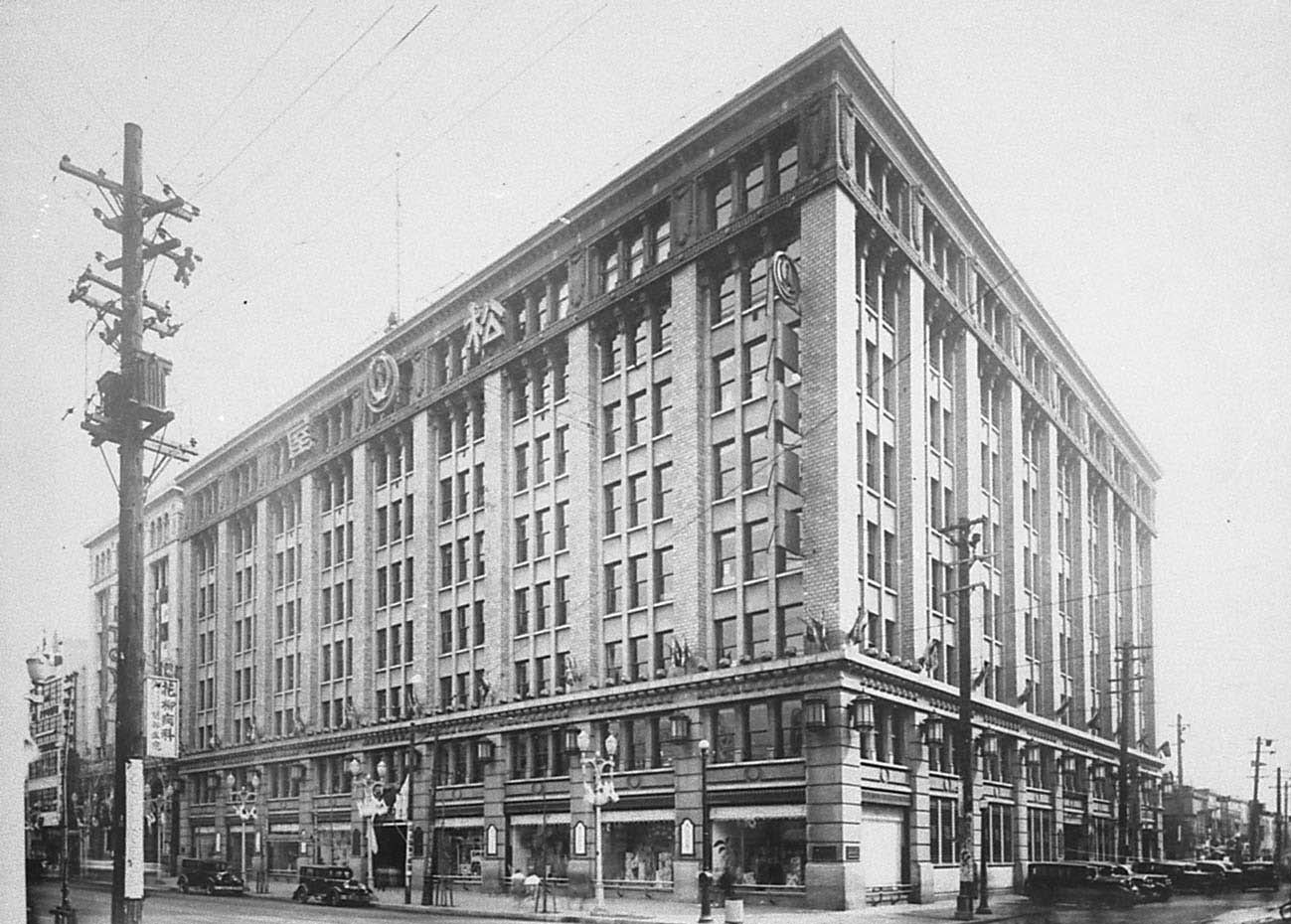
開店当時の銀座店
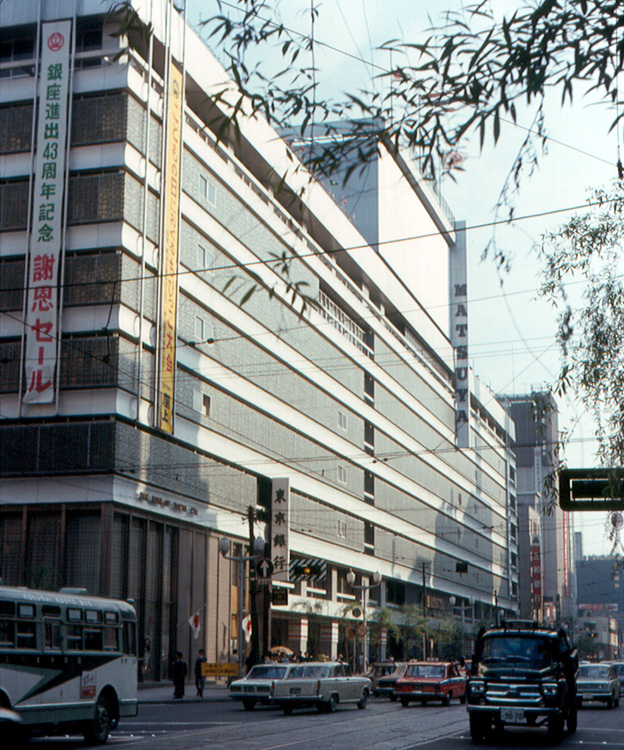
1964年の大改装後の外観（1967年5月）

### 浅草店

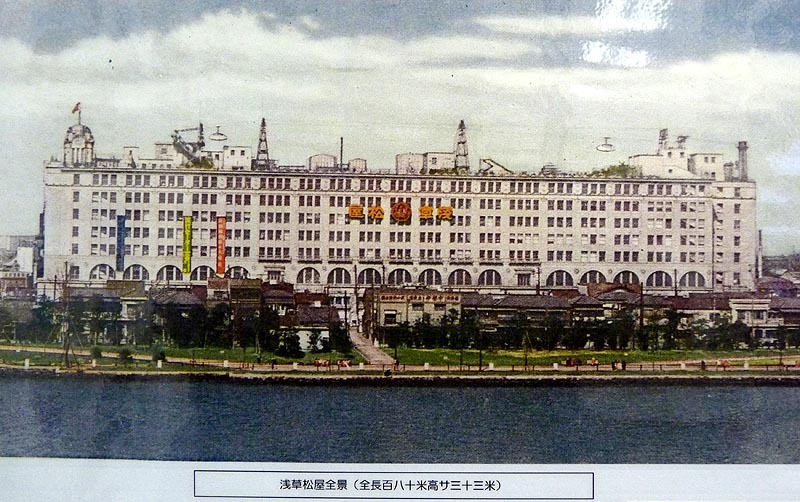
隅田川越しに見る開店当時の松屋浅草支店（1931年）

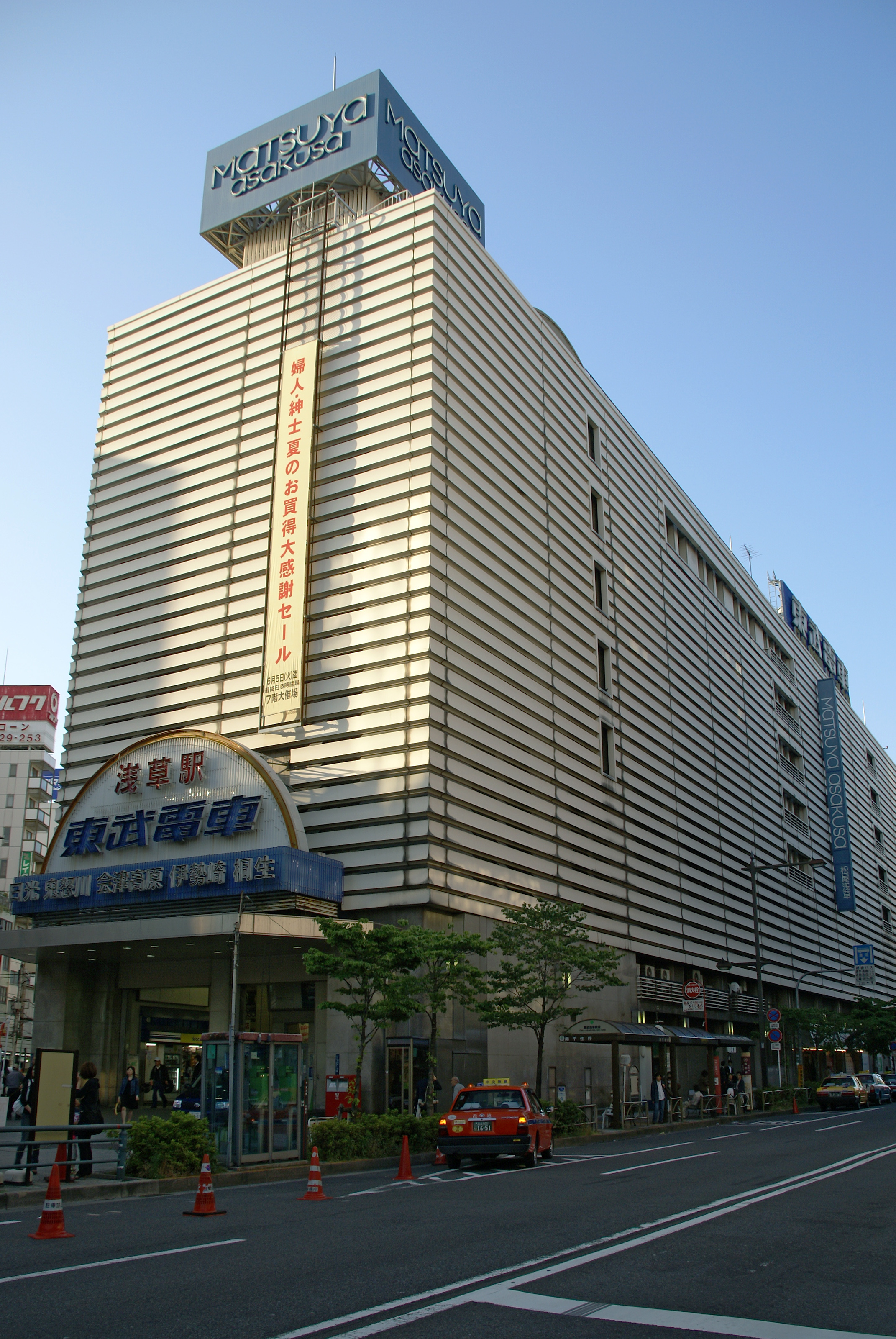
改装前の松屋浅草支店（2007年）

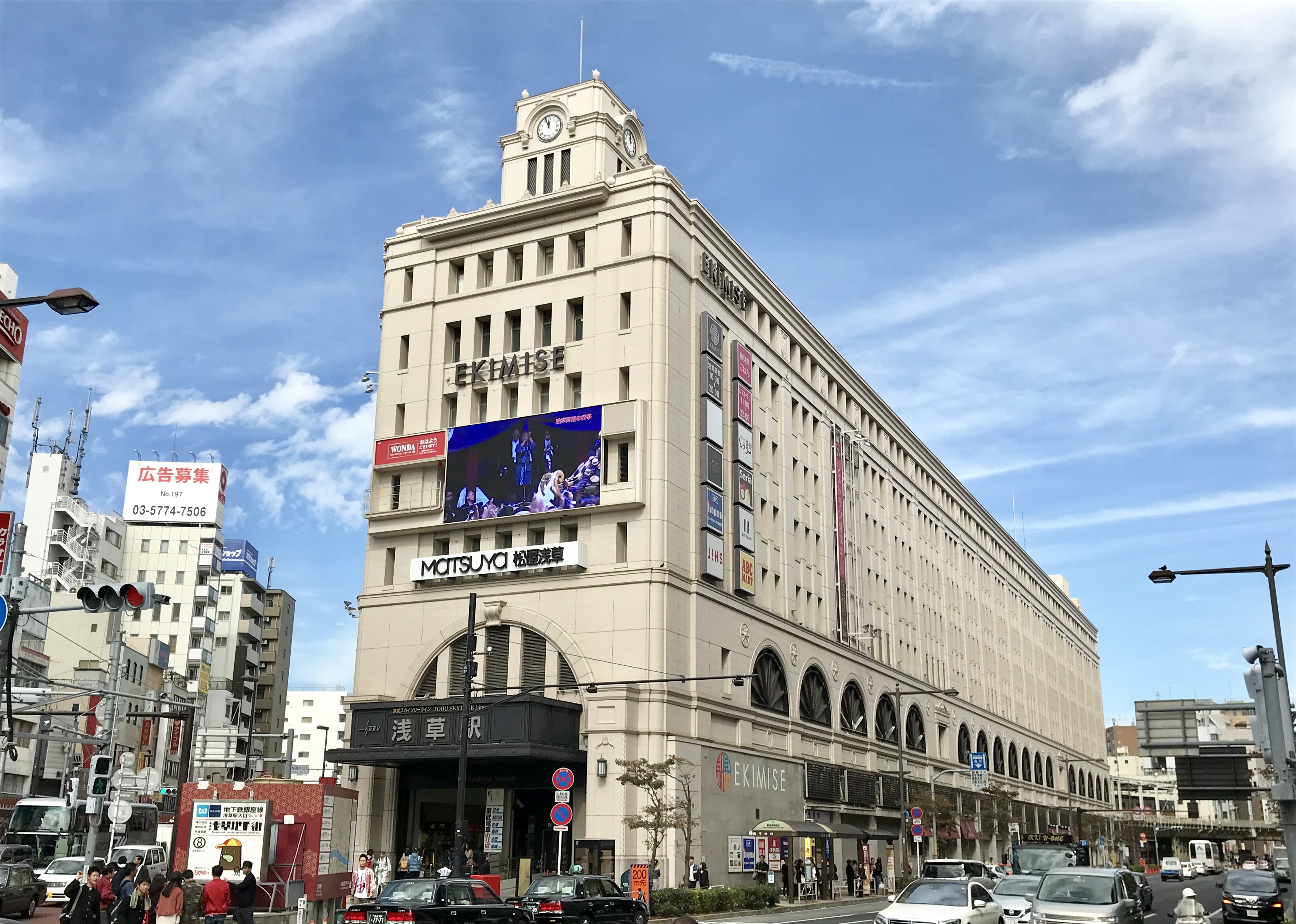
アール・デコ調の外観を復活させた東武浅草駅・松屋浅草店（2018年）

- 1931年11月1日、東武鉄道浅草雷門駅（現:浅草駅）開業に際して、駅ビルテナントとして「松屋浅草支店」の名で開店した。建物は久野節の設計による昭和初期を代表するアール・デコ調の建造物で、駅と店舗が一体化した構造であった。開店と同時に7階と屋上には「スポーツランド」もオープンした。これは遠藤嘉一の創案の自動機械を並べた施設で、今日のゲームセンターの嚆矢というべきものであった[13][14]。屋上には遊園地、ペットショップがあった。後に改装されることになるが、外壁が外装材で覆われて以降の松屋屋上にあった店の広告塔は、建築当時の塔屋の名残りであった。また、浅草支店出店の経緯から東武鉄道が松屋に出資していることもあり、駅のホームや階段などにも建築当時の面影を見つけることができる。
- 1974年、改装されて外壁は白い外装材で覆われたが、北面の壁は覆われずに建築当時そのままの姿が残された。
- 2010年、長引く消費低迷のため同年5月31日をもって浅草支店の営業を大幅に限定した。地上7階から地下1階（2階は東武浅草駅）のうち3階以上の営業を解除、同時に店舗名を「松屋浅草店」に改めた[15]。同時に日本最古の屋上遊園地である「プレイランド」も閉鎖された[16]。
- 2012年9月27日、東武鉄道は当店の4階から屋上までを「浅草EKIMISE（エキミセ）」として同年11月21日にオープンすると発表し[17]、松屋浅草店はEKIMISE内のテナントの扱いとなった。このとき同年の東京スカイツリー開業に合わせて外装材を撤去、外壁を修復して1931年開店当時のアール・デコ調の外観を復活させた[18]。
- かつては本店と同じ放送チャイムを使用していたが、EKIMISE開業時の放送設備一新により汎用チャイムに変更された。
- 店舗面積19,106m2⇒7,404m2。

| 階  | EKIMISE（東武浅草駅ビル）フロアガイド                                          |
| --- | ------------------------------------------------------------------------------ |
| RF  | EKIMISE 浅草ハレテラス                                                         |
| 7F  | EKIMISE EAST-TOKYOマーケット わのいち、駅見世ごはん                            |
| 6F  | EKIMISE ニトリ                                                                 |
| 5F  | EKIMISE ユニセックスファッションフロア、サンマルクカフェ、100円ショップ(Seria) |
| 4F  | EKIMISE ファッションフロア、くまざわ書店、生活雑貨                             |
| 3F  | レディースファッション、ユニクロ、リフォームコーナー                           |
| 2F  | 東武鉄道浅草駅                                                                 |
| 1F  | 婦人服、化粧品、和洋菓子、サービスカウンター                                   |
| B1F | 浅草旬鮮市場                                                                   |

### プチプチマルシェ
2010年8月25日オープン。東京高速道路下の「銀座インズ」内の専門店街で、松屋が総合プロデュースを行っている。

### 松屋 東京丸の内
2012年10月3日オープン。東京ステーションホテルのテナントショップ。東京駅丸の内南口・南ドームの一角にある。ファッション雑貨や東京駅限定の土産物・菓子類を販売している。

### 台湾 嘉義店

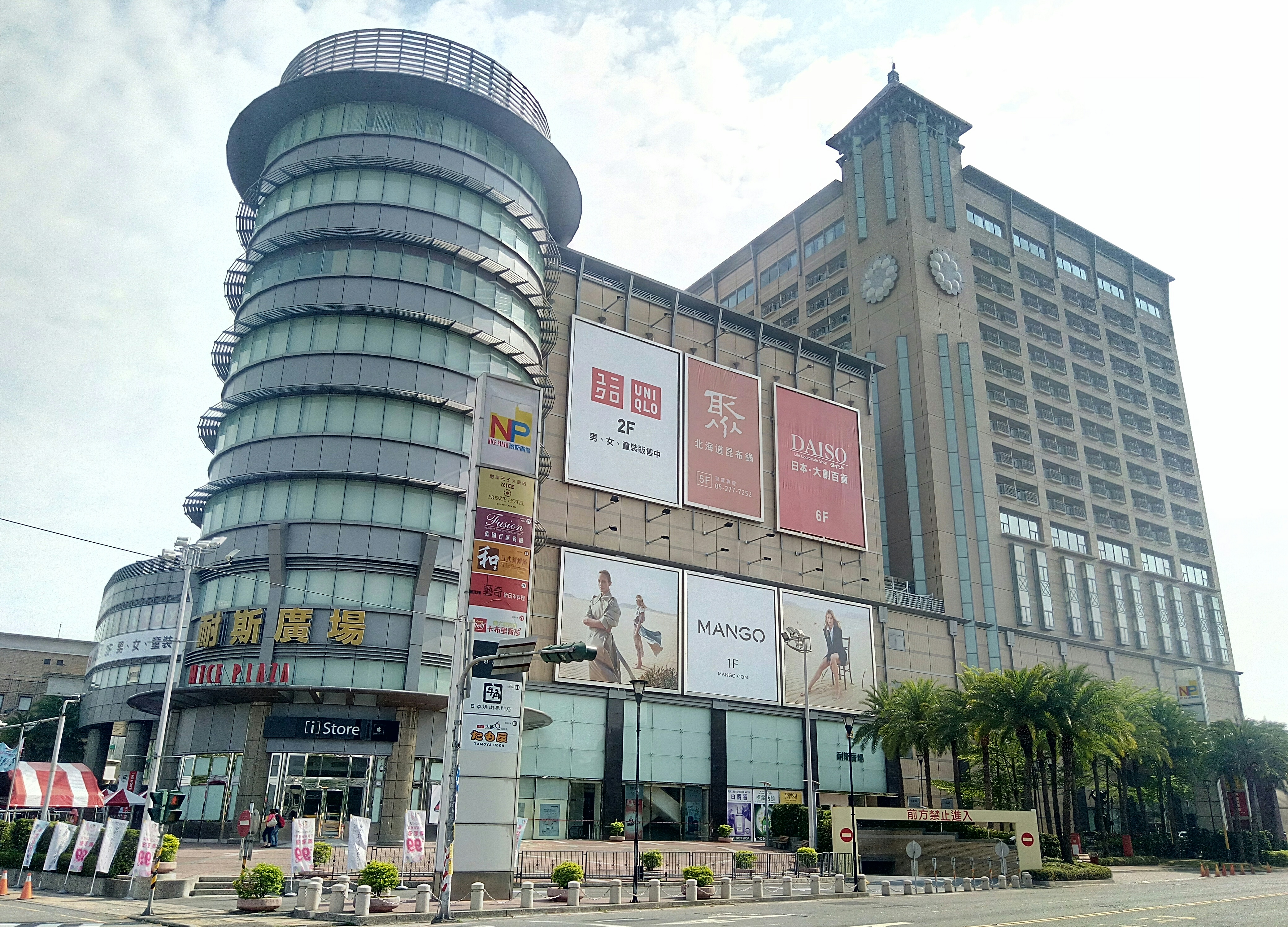
耐斯松屋百貨店

松屋本体による運営ではなく、商標の貸与と業務提携のみの関係である。
- 耐斯松屋（嘉義市東区）

## 過去に存在した店舗
- 横浜吉田橋店
  - 1924年（大正13年）に伊勢佐木町に進出した後も残されたが、1946年（昭和21年）、区画整理で閉鎖し、取り壊された。
- 伊勢佐木町店
  - 1978年（昭和53年）、当時のライバル店・横浜松坂屋（現在は閉店）に譲渡。横浜松坂屋西館として営業していたが、2000年より日本中央競馬会（JRA）に賃貸され、会員制場外馬券売場「エクセル伊勢佐木」となった。
- 船橋店
  - 1970年（昭和45年）開店、1976年（昭和51年）閉店。その後直近にあった丸興船橋店が移転してきたが短期で閉店した。ディベロッパー及び躯体の「本町セントラルビル」[20] 自体は耐震補強工事で外観が変わっているが、雑居ビルとして2025年現在も現存する。
- 風城松屋（台湾・新竹市）
  - 跡地には、ライバルの遠東百貨店グループによる「太平洋SOGO(遠東SOGO)新竹ビッグ・シティ店」がオープン。

## 主な関連会社
- アターブル松屋 - 傘下の子会社を通じ飲食業・結婚式場経営（東京大神宮マツヤサロン他）を行う。
- シービーケー - ビル総合サービス及び広告業。
- スキャンデックス - イッタラなど輸入雑貨輸入・販売。
- 東栄商会 - 店舗で使用する事務機器等の納入、保険代理業。
- 銀座インズ - 東京高速道路下の店舗群の運営。
- 銀座五丁目管財 - 不動産賃貸業。
- MATSUYA GINZA.com - デジタルトランスフォーメーションおよびオムニチャネルビジネス。
- ギンザコア - ファッションビル「銀座コア」の運営。持分法適用関連会社。
- ライツ・アンド・ブランズ - ライセンス管理業。持分法適用関連会社。

## テレビ番組
- 日経スペシャル カンブリア宮殿「百貨店冬の時代に業績好調！老舗百貨店のサバイバル術」（2024年2月29日、テレビ東京）- 同社社長の古屋毅彦が出演した[21][22]。

## ロケ地等
- 『東京暗黒街・竹の家』（1955年、米映画） - 日本でロケが行われたハリウッド映画で、劇中のやくざと警官の銃撃シーンが浅草店屋上でロケーション撮影された。
- 『銀座の恋の物語』（1962年、日活） - 銀座店中央ホール脇の階段踊り場や店舗脇の松屋通り界隈などでロケーション撮影を行った[23]。
- 「ウルトラシリーズ第3弾・『キャプテンウルトラ』の怪獣七夕祭り」（1967年7月、TBS主催）が銀座店で開催された際、トークショーでは出演者の一人城野ゆき（アカネ隊員役）が子どもたちに大人気だったとのこと（「キャプテンウルトラ#概要」参照）。
- 『ウルトラセブン』（1967年 - 68年、東京放送（現・TBSテレビ）系特撮テレビ映画） - 第9話「アンドロイド0指令」（1967年11月）にて銀座店屋上でロケーション撮影を行った。

## その他
- デイリークイーン - 日本第1号店を銀座店内に置いていた。
- クリスチャン・ルブタン - 日本第1号店を2010年に銀座店内に置いた。その他に、同じフランスのロジェ・ヴィヴィエは、2009年の大阪阪急うめだ本店に次ぐ第2号店を2015年に同店内に置いた。

## 関連人物
- 山中鏆 - 経営再建に手腕を発揮した元副社長・社長・会長
- 太田伸之 - 松屋常務執行役員MD戦略室長を経て、海外需要開拓支援機構（クールジャパン機構）社長
- 柴田宏 - 都立青山高校を経て松屋百貨店入社後、陸上競技三段跳びで活躍し1956年メルボルン五輪出場。翌57年に中央大学入学。